# Austroleria extensa
Austroleria extensa är en tvåvingeart som beskrevs av Mcalpine 1967. Austroleria extensa ingår i släktet Austroleria och familjen myllflugor. Inga underarter finns listade i Catalogue of Life.